# Carl August Panse
Carl August Panse (* 22. März 1828 in Naumburg; † 23. März 1895) war Rittergutsbesitzer und Mitglied des Deutschen Reichstags.

## Leben
Panse besuchte das Domgymnasium zu Naumburg von 1838 bis 1847 und war dann bis 1850 Ökonomie-Lehrling in Quedlinburg. Er studierte Rechtswissenschaften an der Universität Halle von 1851 bis 1852. Bis 1869 war er auf verschiedenen Gütern als Verwalter und Inspektor tätig. Zwischen 1869 und 1872 war er Administrator, von da ab Pächter der Hübnerschen Güter in Kleineichstädt. Er heiratete die Witwe des Amtmanns Hübner und bewirtschaftete mit ihr das Gut bis 1890.
Von 1881 bis 1893 war er Mitglied des Deutschen Reichstags für den Wahlkreis Regierungsbezirk Merseburg 7 Querfurt, Merseburg, erst für die Liberale Vereinigung, dann für die Deutsche Freisinnige Partei.